# Gos d'aigua de la Romanya
El gos d'aigua de la Romanya o Lagotto Romagnolo és una raça de gos d'aigua originària de la regió italiana de la Romanya, molt usat per trobar tòfones.
El seu nom pot traduir-se com a "gos de llacuna de la Romanya". La seva funció tradicional ha estat la de gos cobrador d'aus aquàtiques en llocs pantanosos, però avui dia es fa servir principalment per trobar tòfones. N’és la raça més usada.

## Història
El Lagotto es va originar als aiguamolls i llacunes del Delta del Po, en zones com Comacchio i Ravenna, a la part oriental de la històrica regió italiana de la Romanya.
Els gossos que mostren certa semblança amb el Lagotto modern apareixen en diverses pintures del nord d'Itàlia. Un és el gos petit darrere les potes de Lluís III Gonzaga, marquès de Màntua, al fresc de la paret oest de la Camera degli Sposi del Palau Ducal de Màntua –actualment a la Llombardia– pintat entre 1465 i 1474 per Andrea Mantegna. Un altre, de gairebé dos-cents anys més tard, es mostra al retrat de Paolo Antonio Barbieri de la seva germana i el seu germà –el pintor Il Guercino– amb un gos i un gat.

## Aparença

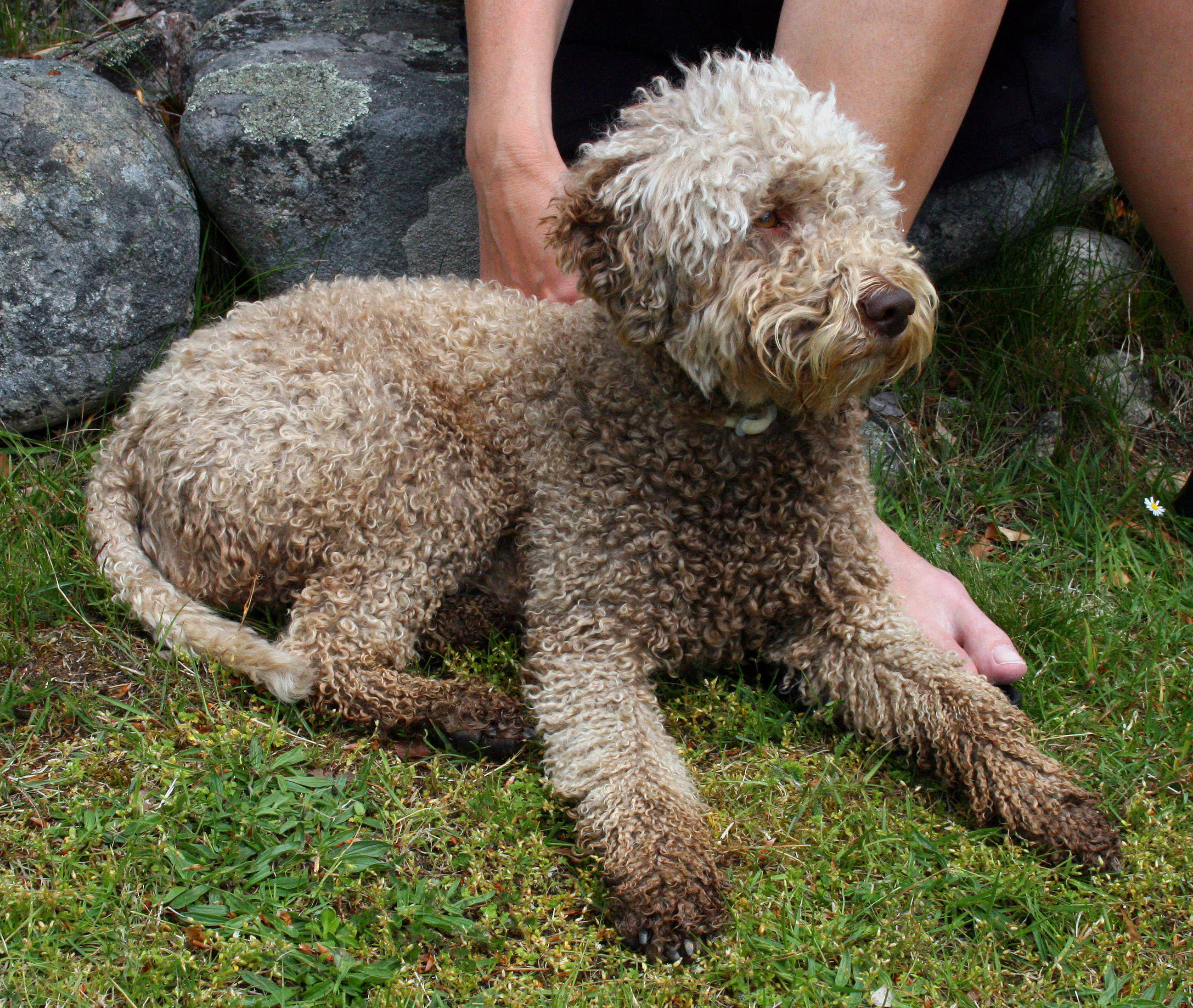
Femella

Raça de grandària mitjana, hipoal·lèrgica, pot tenir uns grans ulls rodons en una gamma de colors des de groc fosc a marró fosc. El seu mantell llanós és molt dens i arrissat amb colors des de blanc, blanc trencat a marró, podent trobar-lo amb taques marrons, taronges o roseguin. Sempre té marques blanques que creixen amb l'edat.

## Grandària
Mascles
- Alçada a la creu: 43–48 cm
- Pes: 13–16 kg

Femelles
- Alçada a la creu: 41–46 cm
- Pes: 11–14 kg

## Temperament
El gos d'aigua de la Romanya està criat per treballar. Generalment té uns sentits molt aguts, encara que la seva mirada és més sensible al moviment que al detall. Lleials i afectuosos, són una bona companyia per la família. Fàcils d'entrenar, socialitzen bé amb altres animals si se’ls fa conviure des de petits.
Encara que varia en la seva necessitat d'exercici, sempre cal donar-li una estimulació suficient per mantenir el seu cervell, molt intel·ligent, ocupat. A més, té un instint natural per al cobrament de peces.